# Јованка Котлајић
Јованка Котлајић (1893 — Београд, 18. мај 1977) била је југословенска и српска филмска и телевизијска глумица.

## Биографија
Јованка Котлајић је рођена 1893. године. У Београд се доселила 1907. године, а претходно је живела у Цариграду и Пећи. По занимању била је учитељица ручног рада. Никад се није удавала. Живела је у београдској улици Пролетерских бригада 40, са своје четири беле мачке.
Глумом је почела да се бави аматерски, 1969. године. Први пут се појавила у „Бајци” Гордана Михића и Љубише Козомаре, затим је играла у филму Вране, а после тога је играла у неколико филмова и серија, а широј јавности је остала упамћена као „баба у камиону коју Јаре вози у полицију” из телевизијске серије Камионџије и филма Паја и Јаре из 1973. године.
Преминула је 18. маја 1977. године у Београду.

## Филмографија
| Год.     | Назив                         | Улога                   |
| -------- | ----------------------------- | ----------------------- |
| 1960.-те |                               |                         |
| 1969.    | Вране                         | Ђукина мајка            |
| 1970.-те |                               |                         |
| 1971.    | Бубашинтер                    | Миланова баба           |
| 1973.    | Камионџије                    | Баба у камиону          |
| 1973.    | Жута                          | Старица која краде ногу |
| 1973.    | Паја и Јаре                   | Баба у камиону          |
| 1973.    | Двоглед                       |                         |
| 1976.    | Чувар плаже у зимском периоду | Гошћа на свадби         |
| 1976.    | Грлом у јагоде                | Госпођа Топиcировић     |